# Azteca brevis
Azteca brevis este o specie de furnică din genul Azteca. Descrisă de Auguste-Henri Forel în 1899, specia este endemică pentru Costa Rica și Nicaragua.